# Marsupilami (jeu vidéo)
Pour les articles homonymes, voir Marsupilami (homonymie).
Marsupilami est un jeu vidéo de plates-formes sorti en 1995 sur Mega Drive. Le jeu a été développé par Apache Software et édité par Sega.
Il est basé sur le Marsupilami, personnage de bande dessinée créé par André Franquin en 1952.